# 约翰·缪尔黑德·麦克法兰
约翰·缪尔黑德·麦克法兰（John Muirhead Macfarlane，1855年—1943年）为苏格兰植物学家。约翰·缪尔黑德·麦克法兰出生于苏格兰，并在爱丁堡大学担任几个不同的学术职务。1893年他移民至美国。并担任宾夕法尼亚大学的讲座教授直至1920年退休。他领导了对宾夕法尼亚大学植物园的建设。
约翰·缪尔黑德·麦克法兰因其第一本著作——《有机界进化的原因与过程。一项生物能量学研究》（The causes and course of organic evolution. A study in bioenergics.，1918年）而出名。他还写了许多作品，包括:
- 《开花植物的演化与分布（夹竹桃科萝摩属）》（The evolution and distribution of flowering plants (Apocynaceae, Asclepiadaceae)）
- 《鱼类的演化与分布》（The evolution and distribution of fishes）
- 《石油的鱼类来源》（Fishes the source of petroleum）
- 《石油供给的数量与来源》（The quantity and sources of our petroleum supplies）。

约翰·缪尔黑德·麦克法兰在1908年的专著——《猪笼草科》中对猪笼草科进行了修订。